# Nobuko Otowa
Nobuko Otowa (Tottori, 1º ottobre 1924 – 22 dicembre 1994) è stata un'attrice giapponese.
Ha recitato in 134 film tra il 1950 e il 1994, anno della sua morte, avvenuta per un tumore al fegato. Era la moglie, nonché interprete di molti film del regista Kaneto Shindō.

## Filmografia parziale
- La signora Oyû, regia di Kenji Mizoguchi (1951)
- I bambini di Hiroshima, regia di Kaneto Shindō (1952)
- L'isola nuda, regia di Kaneto Shindo (1960)
- Amore immortale, regia di Keisuke Kinoshita (1961)
- Onibaba - Le assassine, regia di Kaneto Shindo (1962)
- Sesso perduto, regia di Kaneto Shindo (1966)
- Kuroneko, regia di Kaneto Shindo (1968)
- La cerimonia (Gishiki), regia di Nagisa Ōshima (1971)
- Black Board, regia di Kaneto Shindo (1986)